# Tryhrady
Tryhrady (ukrainisch Тригради; russisch Триграды Trigrady; früherer deutscher Name „Friedensthal“) ist ein Dorf im Süden der Ukraine mit etwa 270 Einwohnern.

## Geographie
Das Dorf liegt im Rajon Podilsk in der Oblast Odessa nahe der Grenze zur Republik Moldau 25 km südlich des ehemaligen Rajonzentrums Okny. Die Fernstraße M 13/E 584 verläuft etwa 8 km nordöstlich des Dorfes.

## Geschichte
Die deutsche Kolonie Friedenstal wurde 1897 von mehreren deutschen Familien aus dem Großliebenthaler Gebiet gegründet. Der Name Friedenstal wurde 1941 offiziell, vorher hieß das neue Dorf Tryhrady. Seit 1944 heißt es wieder Tryhrady.

## Verwaltungsgliederung
Am 10. Februar 2018 wurde das Dorf ein Teil der Siedlungsgemeinde Okny; bis dahin gehörte es zur Landratsgemeinde Huljanka (westlich gelegen) im Süden des Rajons Okny.
Seit dem 17. Juli 2020 ist es ein Teil des Rajons Podilsk.